# Letschin
Letschin é um município da Alemanha, situado no distrito de Märkisch-Oderland, no estado de Brandemburgo. Tem 141,28 km² de área, e sua população em 2019 foi estimada em 3.975 habitantes.